# Митчелл, Джозеф Стэнли
Джозеф Стэнли Митчелл (22 июля 1909, Бирмингем, Великобритания — 22 февраля 1987) — английский врач-радиолог.

## Биография
Родился 22 июля 1909 года в Бирмингеме. В 1929 году поступил в Бирмингемский университет. В процессе учёбы в Бирмингемском университете также поступил на заочные отделения Сент-Джонс-Колледжа и Специальную медицинскую школу. Все три учебных заведения окончил в 1934 году и получил три диплома одновременно. В 1943 году был избран директором Радиотерапевтического центра при Адденбрукском госпитале, не прошло и года с момента назначения он подал в отставку. В 1944 году переехал в Канаду, где с 1944 по 1945 год заведовал лабораторией медицинских исследований НИИ совета в Монреале. В 1946  году возвратился на родину и стал профессором кафедры радиотерапии и медицинского факультета Кембриджского университета.
Скончался 22 февраля 1987 года.

## Научные работы
Основные научные работы посвящены клинической радиологии и лучевой терапии.
- Разработал методы терапевтического использования различных радиоактивных препаратов.

## Членство в обществах
- 1952-87 — Член Лондонского королевского общества.

## Награды и премии
- 1967 — Медаль имени Н.И.Пирогова.